# آوانگارد (موشک)
آوانگارد (موشک هدایت‌پذیر بَرین‌صوتی)، یک موشک بالستیک قاره‌پیمای بَرین‌صوتی ساخت روسیه است که می‌تواند به عنوان موشک چندمنظوره به کار برود. این موشک که توانایی حمل کلاهک هسته‌ای را داراست، در ماه مارس سال ۲۰۱۸ در حضور ولادیمیر پوتین به عنوان یکی از شش جنگ‌افزار راهبردی روسیه معرفی شد. آوانگارد می‌تواند به عنوان یک سامانه هدایت‌پذیر در سرعت برین‌صوتی برای ایجاد خاصیت مانورپذیری در موشک‌های بالستیک سنگین همانند UR-100UTTKh , R-36M2 و RS-28 Sarmat هم به کار برود. فناوری آوانگارد، مشابه با فناوری به کار رفته در موشک برین‌صوتی کینژال است و هردو در طبقه‌بندی سرعت برین‌صوتی جای می‌گیرند. البته در فاز شیرجه سرعت آن به طبقه‌بندی بیش‌بَرین‌صوتی و سرعت گرانشی هم می‌رسد. این موشک یکی از استراتژی ترین موشک های دنیاست

## معرفی
موشک آوانگارد چندین بار در سال ۲۰۱۵ و ۲۰۱۶ مورد آزمایش قرار گرفت و سرعت آن به بیش از ۹ ماخ (۱۱۲۰۰ کیلومتر درساعت) رسید و اهداف خود را مورد اصابت قرار داد. مسئولین روسیه اعلام کردند که این موشک توانایی رسیدن به حداکثر سرعت ۲۷ ماخ را نیز دارد. در فاصله‌های نزدیک با نقطه اصابت، سرعت این موشک بسیار بالا خواهد بود و با وجود اینکه هدایت‌پذیر بوده و قابلیت مانورپذیری دارد، در برابر سامانه‌های دفاع موشکی کاملاً ایمن خواهد بود. ولادیمیر پوتین در سخنرانی خود در مورد این موشک گفت که «آوانگارد می‌تواند همانند شهاب سنگ یا آذرگوی به هدف خود اصابت کند.» درصورتی که یک کلاهک هسته‌ای به‌وسیلهٔ موشک آوانگارد پرتاب شود، قدرت تخریب آن برابر با دو مگاتن تی‌ان‌تی خواهد بود. ولادیمیر پوتین موشک‌های کینژال، سارمات و آوانگارد را به عنوان سه‌ مورد از شش جنگ‌افزار برتر روسیه نام برده است.

## نگارخانه

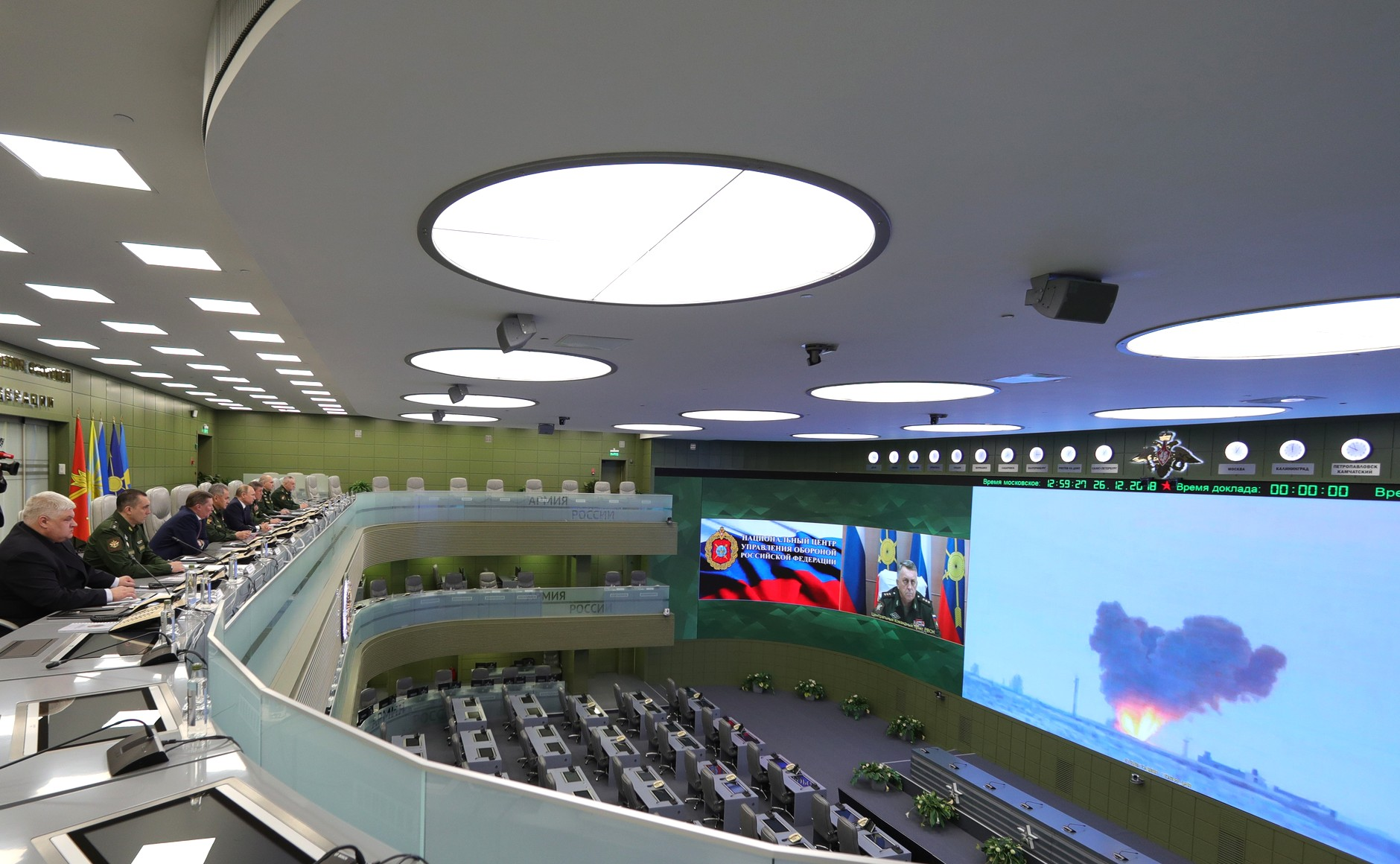
ولادیمیر پوتین در مرکز کنترل پرتاب موشک آوانگارد در سال ۲۰۱۸